# Trophée mondial Avco
Le Trophée mondial AVCO — Avco World Trophy en anglais parfois aussi appelé la coupe Avco — est un trophée de hockey sur glace. Il est remis au champion de l'Association mondiale de hockey, ligue majeure de hockey d'Amérique du Nord entre 1972 et 1979. Les joueurs des Jets de Winnipeg, et leur vedette Bobby Hull, remportent le trophée à trois reprises, les Aeros de Houston et Gordie Howe deux fois et enfin les Whalers de la Nouvelle-Angleterre et les Nordiques de Québec remportent chacun une fois la coupe.

## Historique
Le trophée est remis pour la première fois à la fin de la saison 1972-1973 de l'Association mondiale de hockey. Avant les débuts de la saison, un des fondateurs de l'AMH, Dennis Murphy, réussit à vendre le nom du trophée à la société Avco. Il s'agit alors un des premiers trophée d'un sport majeur nord-américain à porter le nom d'une compagnie et le montant de l'accord entre l'AMH et la compagnie monte à 500 000 dollars.
La première finale des séries de l'AMH oppose les Whalers de la Nouvelle-Angleterre aux Jets de Winnipeg et après quatre matchs, les premiers menant 3-1 peuvent remporter le titre au cours du prochain match. Les dirigeants de l'AMH se rendent alors compte qu'ils n'ont pas de trophée afin d'être remis à l'équipe championne. La personne chargée des relations publiques achète au dernier moment un trophée de grande taille qui est finalement remis aux Whalers vainqueurs 9-6 du cinquième match.
Le dernier trophée de l'histoire de l'AMH revient aux Jets de Winnipeg qui l'emportent sur les Oilers d'Edmonton en six rencontres ; Barry Shenkarow, le président des Jets, prend le trophée et l'expose dans la salle des dirigeants dans le Winnipeg Arena. Peu de temps après, une autre édition du trophée rejoint le Temple de la renommée du hockey, dans la pièce consacrée à l'AMH. Shenkarow prévient le Temple de la renommée qu'ils ne possèdent pas le bon trophée mais ces derniers ne le croient pas. Par la suite, Shenkarow remet sa version du trophée au Manitoba Sports Hall of Fame de la ville de Winnipeg. Selon, le site du Temple de la renommée, une troisième version de la coupe existe en Nouvelle-Écosse.
| Saison    | Vainqueur                         | Score de la finale | Finaliste                         |
| --------- | --------------------------------- | ------------------ | --------------------------------- |
| 1972-1973 | Whalers de la Nouvelle-Angleterre | 4-2                | Jets de Winnipeg                  |
| 1973-1974 | Aeros de Houston                  | 4-0                | Cougars de Chicago                |
| 1974-1975 | Aeros de Houston                  | 4-0                | Nordiques de Québec               |
| 1975-1976 | Jets de Winnipeg                  | 4-0                | Aeros de Houston                  |
| 1976-1977 | Nordiques de Québec               | 4-3                | Jets de Winnipeg                  |
| 1977-1978 | Jets de Winnipeg                  | 4-0                | Whalers de la Nouvelle-Angleterre |
| 1978-1979 | Jets de Winnipeg                  | 4-2                | Oilers d'Edmonton                 |